# ألبرت إدوارد وينشيب
ألبرت إدوارد وينشيب (بالإنجليزية: Albert Edward Winship) هو صحفي أمريكي، ولد في 1845، وتوفي في 1933.